# Покора
Покора је песма која је требало да представља Југославију на Песми Евровизије 1985. године.
Песму изводи Зорица Конџа у пратњи Јосипа Генде. Међутим, Југославија одустаје од учествовања на Песми Евровизије. Песма Евровизије се 1985. одржавала у Гетеборгу, у Шведској, а датум такмичења је одређен за 4. мај, што се тачно поклапа са годишњицом смрти и обележавањем петогодишњице смрти Јосипа Броза Тита, као и даном жалости у целој бившој СФРЈ.
Јошко Банов, Зоричин супруг, продуцира песму, а Зорица је изводи на Сплитском фестивалу 1985. године. На Југовизији одржаној у Сплиту 1985. године побеђује управо Покора.